# 中非帝國
中非帝国（法語：Empire centrafricain）是一个短暂存在的君主专制独裁统治的帝國。它取代了中非共和国。帝国于共和国总统博卡萨1976年12月4日宣布自立为皇帝博卡萨一世时成立。博卡萨为其加冕典礼花费逾2000万美元，相当于中非政府年收入的四分之一。1979年9月21日，法国支持中非驱逐博卡萨，君主政体被废除，中非共和国得以恢复。

## 帝国宣告成立
1976年9月，博卡萨解散了政府，并以“中非革命委员会”（Conseil de la Révolution Centrafricaine）取而代之。1976年12月4日，博卡萨在黑非洲社会进化运动（MESAN）大会上，通过了新的宪法并宣布共和国将实行君主政体——即“中非帝国”。一年后，即1977年12月4日，他颁布了帝国宪法，宣布他自己的信仰回归到罗马天主教，并自我加冕为“皇帝陛下博卡萨一世” （“S.M.I. Bokassa 1er”）——“S.M.I.” 代表“皇帝陛下”（Sa Majesté Impériale ）。博卡萨的头衔全称是“中非人民希望所继，国家政党黑非洲社会进化运动的领袖，中非帝国的皇帝”（Empereur de Centrafrique par la volonté du peuple Centrafricain, uni au sein du parti politique national, le MESAN）。他的徽章、铺张的加冕典礼和政体在很大程度上，是受到了推翻法兰西第一共和国并自立为帝国終身执政的拿破仑一世的启发。粗略估算他的加冕礼花费了国家2000万美元。

博卡萨一世的帝国徽章（皇冠）

博卡萨一世的帝国旗帜

博卡萨试图以建立君主政体能够使得中非在非洲“引人注目”和赢得世界尊敬为理由，为他的举动辩护。加冕礼消耗了中非共和国年度预算的三分之一以及当年法国援助的全部。但外国领导人无一出席。许多人认为博卡萨疯了，并将其任性的铺张浪费与非洲另一位有名的古怪独裁者伊迪·阿明相提并论。盛传的谣言认为他间或吃人肉，但在其最终受审期间被认为无法证实。
尽管他的新帝国宣称是君主立宪政体，但事实上国家仍处于军事独裁之下。博卡萨皇帝保留着他作为总统时拥有的独裁权力。对异见者的镇压依旧广泛存在。据称酷刑折磨十分猖獗，并有说法指博卡萨本人偶尔亦参与到毒打中。

## 帝国的倾覆

### 镇压

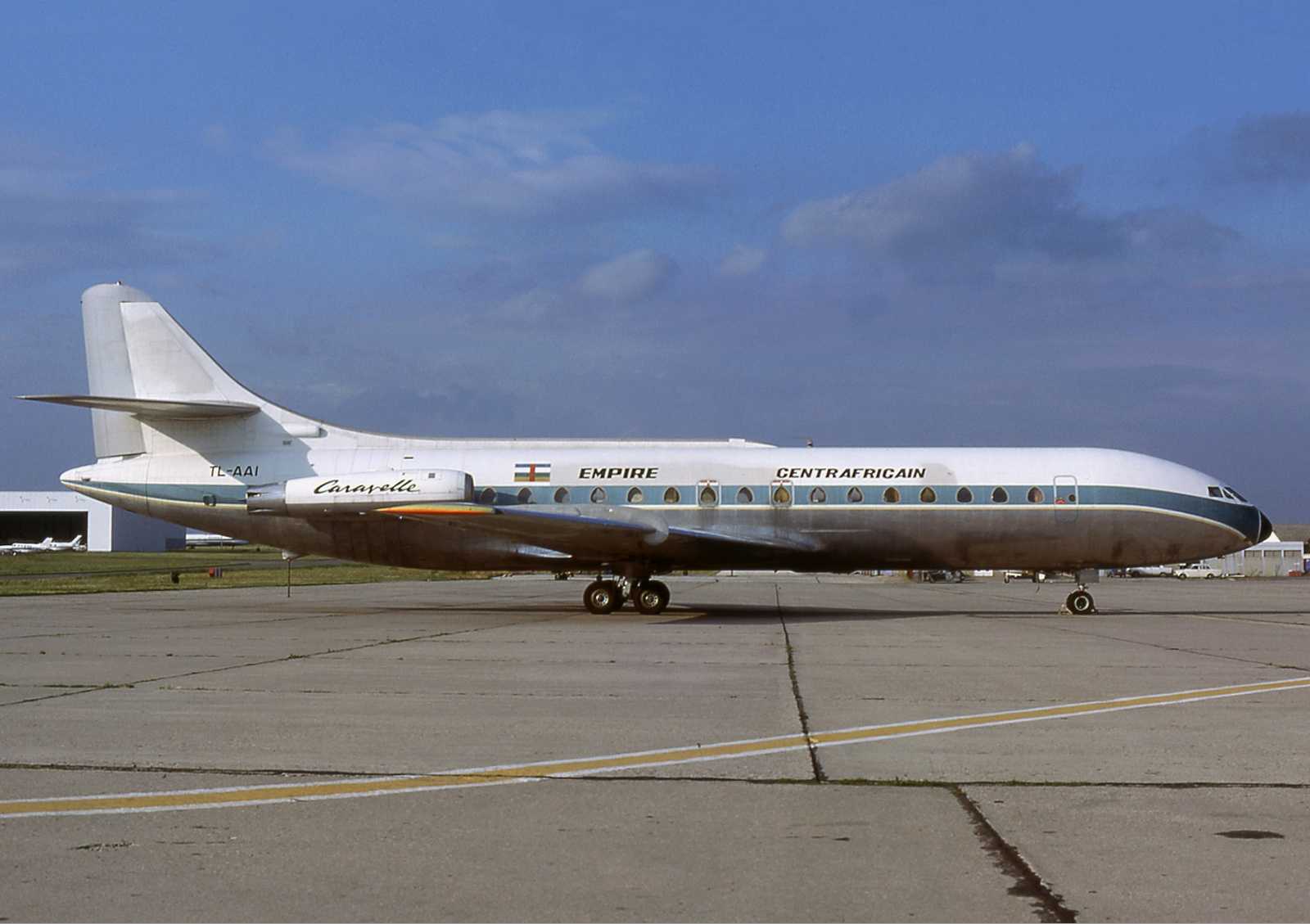
一架有中非帝国标识的法国南方飞机公司卡拉维尔客机（亦称“快帆”），1977年

1979年1月，法国对博卡萨的支持开始减少——当月在首都班戈发生的骚乱导致了对平民的大屠杀。4月17日至19日之间，一群中学生因抗议穿着昂贵的政府指定校服而被捕，约100人被杀害。博卡萨据说参与了屠杀，以其手杖将部分儿童毒打至死。然而，国际特赦组织收到的原始报告仅仅指出，学生在被捕后关押于一处狭小囚室中并窒息或殴打致死。
对于学生之死的大量媒体关注为一场成功的政变铺平了道路。1979年9月20日，法国军队在“梭鱼行动”中扶持前总统大卫·达科恢复政权，其时博卡萨正在利比亚。

### 梭鱼行动
法国政府推翻博卡萨的行动被法国退役军人外交家贾克·佛卡尔称为“法国最后的殖民地远征”（la dernière expédition coloniale française）。梭鱼行动（Opération Barracuda ）于9月20日晚上开始，并于次日早上结束。法国外国情报与反谍报署（SDECE）旗下一支秘密突击队，与特种部队第一海军空降团一起，由Brancion-Rouge上校带领，乘C-160运输机降落，并设法守卫班吉－姆波科国际机场。两架C-160运输机降落后，Degenne收到信息指示可以与他的“梭鱼们”（8架SA330美洲狮直升机与C-160运输机）从乍得境内的恩贾梅纳军用机场起飞。

### 帝国的终结
9月21日12点30分，法国支持的大卫·达科宣布中非帝国的终结。他继续担任总统直至1981年9月1日被安德烈·科林巴推翻。
中非帝国也是到目前为止，最后一个在正式国号中有“帝国”字样的国家。